# Gintautas Paluckas
Gintautas Paluckas (ur. 19 sierpnia 1979 w Poniewieżu) – litewski polityk i samorządowiec, zastępca mera Wilna, w latach 2017–2021 i w 2025 przewodniczący Litewskiej Partii Socjaldemokratycznej (LSDP), poseł na Sejm Republiki Litewskiej, w latach 2024–2025 premier Litwy.

## Życiorys
Z wykształcenia informatyk, w 2003 ukończył studia na Uniwersytecie Wileńskim. Zaangażował się w działalność polityczną w ramach Litewskiej Partii Socjaldemokratycznej. Pracował w państwowym funduszu ubezpieczeniowym, w latach 2005–2007 był asystentem europosła Justasa Vincasa Paleckisa, następnie do 2009 dyrektorem administracji rejonu miejskiego Wilno. Później pracował w spółkach prawa handlowego. W 2012 zakończył się jego proces karny, w którym został skazany na karę dwóch lat pozbawienia wolności z warunkowym zawieszeniem jej wykonania za nadużycie władzy przy kontraktowaniu w Wilnie usługi deratyzacyjnej.
W 2013 dołączył do zarządu LSDP. W 2015 wybrany do rady miejskiej Wilna, objął stanowisko zastępcy mera tego miasta. Bez powodzenia kandydował do litewskiego parlamentu. W kwietniu 2017 zastąpił Algirdasa Butkevičiusa na stanowisku przewodniczącego socjaldemokratów. W wyborach w 2020 uzyskał mandat deputowanego na Sejm Republiki Litewskiej. W styczniu 2021 ogłosił swoją rezygnację z funkcji przewodniczącego LSDP. W 2024 z powodzeniem ubiegał się o poselską reelekcję.
Został następnie wysunięty jako kandydat na premiera, gdy liderka LSDP Vilija Blinkevičiūtė zrezygnowała z ubiegania się o tę funkcję. Jego formacja zawarła koalicję ze Związkiem Demokratów „W imię Litwy” oraz Świtem Niemna. 21 listopada 2024 Sejm większością 88 głosów wybrał Gintautasa Paluckasa na urząd premiera. Rozpoczął urzędowanie wraz z całym rządem 12 grudnia 2024 po zatwierdzeniu programu rządowego przez parlament oraz po zaprzysiężeniu członków gabinetu. W kwietniu 2025 został wybrany na przewodniczącego socjaldemokratów; funkcję tę objął w kolejnym miesiącu.
W lipcu 2025 kontrowersje wywołało ujawnienie, że nie uiścił w całości odszkodowania dla wileńskiego samorządu zasądzonego w jego postępowaniu karnym zakończonym w 2012. W tym samym miesiącu wątpliwości zaczęły budzić jego powiązania z firmą prowadzoną przez bratową, co stało się przedmiotem postępowania prowadzonego przez litewskie organy antykorupcyjne. 31 lipca Gintautas Paluckas ogłosił swoją rezygnację z urzędu premiera oraz z funkcji przewodniczącego partii. Na czele rządu stał do 4 sierpnia 2025, kiedy to p.o. premiera został Rimantas Šadžius.

## Życie prywatne
Żonaty z Ilmą Paluckienė, ma córkę i syna.